# Ana Portnoy
Ana Portnoy (Buenos Aires, 1950 - Barcelona, 30 de mayo de 2020) fue una fotógrafa argentina, retratista de escritores. Nacida en Buenos Aires, se exilió en España en 1977. Tomó fotografías de muchas personalidades, incluyendo a Andreu Martín, Isabel Allende, Juan Marsé, Maruja Torres, Javier Cercas, Claudia Piñeiro, Clara Obligado, Guillermo Martínez, Rodrigo Fresán, Mariana Enriquez, James Ellroy, Petros Márkaris, Alejandra Costamagna, Colm Tóibin, Ida Vitale.
Sus retratos se caracterizan por ser tomados con luz natural, siendo este un elemento clave en su obra. Tomadas en espacios urbanos, suelen tener el fondo desenfocado, con el objetivo de resaltar a quien protagoniza la foto.

## Biografía
En el contexto de la dictadura militar en Argentina, en 1977, Portnoy emigró luego de la desaparición de algunos de sus familiares. Pasó por Brasil y México de manera clandestina para luego arribar a Barcelona donde finalmente se asentaría.
Fue en Barcelona que se inició en la fotografía, formándose con junto a Elena Schlesinger, Humberto Rivas y Carlos Bosch. Su debut fue realizando retratos infantiles para fascículos de la Enciclopedia práctica de Psicología.
Desarrolló su carrera como reportera gráfica, colaborando con diferentes medios, entre los cuales se puede mencionar a El Periódico de Catalunya, donde realizaba entrevistas relativas a temas sociales.
Uno de sus proyectos fotográficos, dedicado a la literatura policial y exhibido en diversos espacios, se llamó Un disparo al autor, y en él se dedicó a retratar a distintos autores literarios de novela negra.
Realizó sus trabajos fotográficos en diversos lugares del mundo, tales como Cuba, México, Austria e Italia.